# Traktat o Tatarach polskich
Traktat o Tatarach polskich – dzieło opisujące zwyczaje Tatarów zamieszkujących w dawnej Rzeczypospolitej. Powstało w roku 1558. Autor jest anonimowy. Między innymi opisuje istniejące wówczas meczety.